# Clovia undulata
Clovia undulata är en insektsart som beskrevs av Schmidt 1922. Clovia undulata ingår i släktet Clovia och familjen spottstritar. Inga underarter finns listade i Catalogue of Life.